# Lithargyrus melzeri
Lithargyrus melzeri är en skalbaggsart som beskrevs av Martins och Monné 1974. Lithargyrus melzeri ingår i släktet Lithargyrus och familjen långhorningar.
Artens utbredningsområde är:
- Costa Rica.
- Panama.
- Venezuela.

Inga underarter finns listade i Catalogue of Life.